# Abetina Reale, Alta Val Dolo
Abetina Reale, Alta Val Dolo este o arie protejată (arie specială de conservare — SAC, sit de importanță comunitară — SCI, arie de protecție specială avifaunistică — SPA) din Italia întinsă pe o suprafață de 3.440 ha, integral pe uscat.

## Localizare
Centrul sitului Abetina Reale, Alta Val Dolo este situat la coordonatele 44°15′49″N 10°27′30″E / 44.263611°N 10.458333°E.

## Înființare
Situl Abetina Reale, Alta Val Dolo a fost declarat sit de importanță comunitară în mai 1995 pentru a proteja 1 specie de plante și 21 de specii de animale. Alte tipuri de protecție:
- arie de protecție specială avifaunistică (în august 1999)[3]
- arie specială de conservare (în decembrie 2019)[2][4][5]

## Biodiversitate
Situată în ecoregiunea continentală, aria protejată conține 22 de habitate naturale: Liziere de ierburi înalte hidrofile de câmpie și de nivel montan până la alpin, Mlaștini turboase de tranziție și turbării mișcătoare, Pajiști uscate seminaturale și facies de acoperire cu tufișuri pe substraturi calcaroase (Festuco-Brometalia) (* situri importante pentru orhidee), Pajiști cu Molinia pe soluri calcaroase, turboase sau argilos-nămoloase (Molinion caeruleae), Păduri de fag Asperulo-Fagetum, Pajiști uscate europene, Fânețe de joasă altitudine (Alopecurus pratensis, Sanguisorba officinalis), Păduri pe pante, grohotișuri și ravene de Tilio-Acerion, Pajiști boreale și alpine pe substrat silicios, Râuri de munte și vegetația lor lemnoasă cu Salix elaeagnos, Formațiuni de Juniperus communis pe lande sau pajiști calcaroase, Păduri de fag din Apenini cu Abies alba și păduri de fag cu Abies nebrodensis, Pajiști alpine și boreale, Lacuri și iazuri distrofice naturale, Pajiști alpine și subalpine calcaroase, Grohotișuri termofile și vest-mediteraneene, Păduri de fag Luzulo-Fagetum, Păduri de Castanea sativa, Pante stâncoase silicioase cu vegetație casmofită, Păduri aluvionare cu Alnus glutinosa și Fraxinus excelsior (Alno-Padion, Alnion incanae, Salicion albae), Formațiuni ierboase bogate în specii de Nardus, dezvoltate pe substraturi silicioase în zone montane (și în zone submontane, în Europa continentală), Grohotișuri silicioase de la nivelul montan până la nivelul zăpezii (Androsacetalia alpinae și Galeopsietalia ladani).
La baza desemnării sitului se află mai multe specii protejate:
- plante (1): Primula apennina
- păsări (11): fâsă-de-câmp (Anthus campestris), fâsă de pădure (Anthus trivialis), acvilă de munte (Aquila chrysaetos), caprimulg (Caprimulgus europaeus), cuc (Cuculus canorus), sfrâncioc roșiatic (Lanius collurio), ciocârlie de pădure (Lullula arborea), viespar (Pernis apivorus), pitulice sfârâitoare (Phylloscopus sibilatrix), silvie de zăvoi (Sylvia borin), silvie de câmp (Sylvia communis)
- amfibieni (1): Triturus carnifex
- mamifere (3): lupul (Canis lupus), liliac cu aripi lungi (Miniopterus schreibersii), liliac cu urechi de șoarece (Myotis blythii)
- nevertebrate (6): Austropotamobius pallipes, Euplagia quadripunctaria, Graphoderus bilineatus, rădașcă (Lucanus cervus), Osmoderma eremita, Rosalia alpina

Pe lângă speciile protejate, pe teritoriul sitului au mai fost identificate 34 de specii de plante, 3 specii de amfibieni, 10 specii de mamifere, 1 specie de reptile.